# Szaban Abd al-Wahhab Szaban
Szaban Abd al-Wahhab Szaban, Shaban Abdel Wahab Shaban (ar. شعبان عبدالوهاب شعبان; ur. 1 września 1957) – egipski zapaśnik walczący w stylu w obu stylach. Olimpijczyk z Los Angeles 1984, gdzie zajął siódme miejsce w stylu klasycznym. Startował w kategorii 68 kg.
Ósmy na igrzyskach śródziemnomorskich w 1983 i dziesiąty w 1979. Złoty medalista igrzysk afrykańskich w 1987 i brązowy w 1978. Zdobył pięć medali na mistrzostwach Afryki, w tym złoty w 1981. Pierwszy na mistrzostwach arabskich w 1987 roku.
- Turniej w Los Angeles 1984

Pokonał Greka Andoniosa Papadopulosa, a przegrał z Syryjczykiem Mohamedem Moutei Nakdali i Finem Tapio Sipilä.